# Буланов Петро Сергійович
Петро Сергійович Буланов (15 грудня 1901, село Шереметьєво Тульської губернії, тепер Тульської області, Російська Федерація — ?) — радянський партійний діяч, 1-й секретар Ленінабадського обкому КП(б) Таджикистану. Депутат Верховної ради Таджицької РСР. Депутат Верховної Ради СРСР 2-го скликання. 

## Біографія
Народився в селянській родині. Трудову діяльність розпочав у 1913 році учнем кравця та кравцем в майстерні Ніколаєва в Москві. Одночасно навчався в школі тваринництва та молочної справи.
З 1920 по 1924 рік служив у Червоній армії.
У 1924—1925 роках — курсант школи ОДПУ в Москві. Член РКП(б) з 1925 року.
До 1935 року — секретар осередку ВКП(б) 37-го відділення робітничо-селянської міліції міста Москви.
У 1935—1937 роках — інструктор Сталінського та Первомайського районних комітетів ВКП(б) у Москві.
У 1937 році у складі «двадцятип'ятитисячників» направлений до Таджицької РСР.
У листопаді 1937—1939 роках — 1-й секретар Фархорського районного комітету КП(б) Таджикистану.
У 1939 — травні 1940 року — голова виконавчого комітету Сталінабадської обласної ради депутатів трудящих Таджицької РСР.
У 1940 році — 1-й секретар Ленінабадського районного комітету КП(б) Таджикистану.
У 1940—1949 роках — 1-й секретар Ленінабадського обласного комітету КП(б) Таджикистану. Одночасно в 1941—1948 роках — 1-й секретар Ленінабадського міського комітету КП(б) Таджикистану.
Подальша доля невідома.

## Нагороди
- орден Леніна
- орден Вітчизняної війни ІІ ст.
- орден Трудового Червоного Прапора
- орден «Знак Пошани»
- медалі
- Почесні грамоти Президії Верховної ради Таджицької РСР